# Södra Lötsjön
Södra Lötsjön är en sjö i Malung-Sälens kommun i Dalarna och ingår i Göta älvs huvudavrinningsområde. Sjön är 12 meter djup, har en yta på 1,45 kvadratkilometer och befinner sig 423 meter över havet. Sjön avvattnas av vattendraget Lutua (Lötån). Vid provfiske har abborre, mört och sik fångats i sjön.

## Delavrinningsområde
Södra Lötsjön ingår i det delavrinningsområde (677000-134000) som SMHI kallar för Utloppet av Södra Lötsjön. Medelhöjden är 497 meter över havet och ytan är 27,64 kvadratkilometer. Det finns inga avrinningsområden uppströms utan avrinningsområdet är högsta punkten. Lutua (Lötån) som avvattnar avrinningsområdet har biflödesordning 2, vilket innebär att vattnet flödar genom totalt 2 vattendrag innan det når havet efter 523 kilometer. Avrinningsområdet består mestadels av skog (71 procent) och sankmarker (19 procent). Avrinningsområdet har 1,56 kvadratkilometer vattenytor vilket ger det en sjöprocent på 5,7 procent.